# Rosario Riccobono
Rosario Riccobono (Palermo, 10 febbraio 1929 – San Giuseppe Jato, 30 novembre 1982) è stato un mafioso italiano.

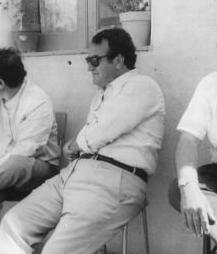
Rosario "Saro" Riccobono

Soprannominato "Il terrorista", fu un potente boss della mafia siciliana, figura di rilievo a Partanna-Mondello.

## Biografia

### Trafficante di eroina
Riccobono era inizialmente il capo della cosca mafiosa di Partanna-Mondello e fu implicato nel traffico di eroina negli anni settanta, e divenne latitante alla fine di quel decennio dopo essere stato sospettato di condurre un'operazione per contrabbandare l'eroina dalla Thailandia attraverso la Sicilia e verso gli Stati Uniti d'America. Il suo braccio destro era Gaspare Mutolo, che organizzava massicce spedizioni di stupefacenti. 
Ad un certo punto, nei primi anni del 1980, si ritrovò a trattare partite da mezza tonnellata di eroina, importate dalla Thailandia, in collaborazione con Nitto Santapaola da Catania.

### Seconda guerra di mafia
Nel 1969, quando venne ricostruita la "Commissione", Riccobono entrò a farne parte come capo del mandamento di Partanna-Mondello, che comprendeva le cosche di San Lorenzo, Acquasanta e Partanna-Mondello. In un primo momento Riccobono fu al fianco di altri illustri trafficanti quali Stefano Bontate, Salvatore Inzerillo e Gaetano Badalamenti che contrastavano l'ascesa di Salvatore Riina e dei suoi "Corleonesi“. Tentò di mantenere una posizione di neutralità, ma cadde in un crescente isolamento, confidando nell'alleanza con il capo formale della Commissione, Michele Greco, il quale però segretamente appoggiava i Corleonesi.
Durante la seconda guerra di mafia, esordita nel 1981 con gli assassinii di Bontate ed Inzerillo, Riccobono pragmaticamente si schierò con i Corleonesi. Per conto di Riina, Riccobono attirò numerosi amici di Bontate ed Inzerillo in agguati mortali come nel caso di Santo Inzerillo (fratello di Don Totuccio) ed Emanuele D'Agostino, che furono inghiottiti dalla lupara bianca. Riccobono era coinvolto anche nel tentato omicidio di Salvatore Contorno, ma costui sospettò e riuscì a darsi alla macchia, successivamente divenendo un collaboratore di giustizia.

### Scomparsa
Il 20 novembre 1982 attirò in un tranello a Palermo il boss di Trapani "Totò" Minore e i suoi alleati Nicolò Miceli di Buseto Palizzolo, Martino Buccellato di Castellammare del Golfo e Vincenzo Palazzolo di Cinisi, braccio destro del boss Nino Badalamenti, ucciso l'anno prima. Furono tutti e quattro strangolati.
Ad ogni modo, l'aver voltato le spalle ai suoi vecchi alleati fece di Riccobono un uomo non affidabile, e Riina decise di liquidarlo dopo aver regolato i conti con i perdenti. A differenza di quello che aveva fatto con altre famiglie mafiose, Riina non riuscì mai ad infiltrare in quella di Riccobono uomini di fedeltà corleonese. Riina non poteva tenere sotto controllo Riccobono, ed aveva bisogno di togliere di mezzo quel boss carismatico per varie esigenze, non ultima quella di ricompensare altri suoi alleati palermitani, soprattutto Giuseppe Giacomo Gambino, con la spartizione del territorio già appartenuto a Riccobono.
Riccobono e tre suoi uomini sparirono senza lasciar traccia il 30 novembre del 1982. Furono attirati in un tranello nella tenuta del boss Bernardo Brusca in località Dammussi del Comune di San Giuseppe Jato e strangolati da Totò Riina e Bernardo Brusca, aiutati da Giuseppe Maniscalco, Giuseppe Greco “Scarpuzzedda”, Giuseppe Giacomo Gambino, Antonino Madonia, Giovanni Brusca e Baldassare Di Maggio; in località Dammussi furono uccisi anche il boss Salvatore Scaglione, Giuseppe Lauricella, il figlio Salvatore, Francesco Cosenza, Carlo Savoca, Vincenzo Cannella, Francesco Gambino e Salvatore Micalizzi: i cadaveri furono poi spogliati e buttati in recipienti pieni di acido e sversati in un vicino torrente. Nella stessa giornata a Palermo furono uccisi numerosi associati di Riccobono e pochi giorni dopo suo fratello, Vito Riccobono, fu trovato decapitato nella sua auto: nel giro di pochi giorni gli affiliati di Riccobono erano stati decimati. Uno dei pochi sopravvissuti fu il suo autista della prima ora, Salvatore Lo Piccolo, che sarebbe diventato un capomafia di prima grandezza 24 anni più tardi.
Per un certo periodo, la stampa italiana attribuì ad un altro nemico di Riina, Tommaso Buscetta, la responsabilità di aver spazzato la cosca di Riccobono, ravvisando in ciò una vendetta per le recenti uccisioni dei due figli di Buscetta. In realtà Buscetta non aveva a che fare con le morti di Riccobono e compari; al tempo era infatti riparato in Brasile, e cercava di restare fuori dai guai laggiù.
Per ironia della sorte, Rosario Riccobono fu condannato all'ergastolo in contumacia al maxiprocesso sebbene in quel momento fosse già morto. Circolarono voci sulla sua morte a metà degli anni '80, ma non trovarono conferma fino alla fine di quel decennio, in particolare con le dichiarazioni del collaboratore di giustizia Francesco Marino Mannoia.

### 2023
Il 12 luglio 2023 viene arrestato il genero di Riccobono, Michele Micalizzi, il quale - dopo avere espiato 20 anni e 8 mesi di reclusione - era stato scarcerato nel 2015; secondo l'accusa avrebbe retto le fila del mandamento mafioso di Tommaso Natale.

## Caravaggio
Ad un certo punto, si credette che Riccobono fosse in possesso della Natività con i santi Lorenzo e Francesco d'Assisi, di Caravaggio uno dei più famosi capolavori trafugati.